# Tribunal constitucional
Un tribunal constitucional és un tribunal que s'ocupa principalment de dret constitucional. La seva autoritat principal és pronunciar-se sobre si les lleis que s'impugnen són inconstitucionals, és a dir, si entren en conflicte amb els drets establerts per una constitució.